# Список графів і герцогів Анжуйських

## Графи Анжуйські
Графи Анжуйські призначались королем й виконували у графстві судову, адміністративну та військову функції. Посада й володіння графа стали спадковими за постановою Карла II Лисого у 877 році.
- Святий Лезен (Lézin, Licinius) (бл. 587—592)
- Ед Орлеанський (пом. 834)
- Ламберт II Нантський, граф Нанта й Анже (пом. 852)

### Робертіни
- Роберт Сильний (815/820-866), маркіз Нейстрії
- Гуго Абат (бл.830-886), граф Анжу, Тура, Блуа, Орлеана й Парижа, маркіз Нейстрії
- Одо (бл. 860—898), граф Парижа і маркіз Нейстрії, король Франції

## Графи Анжуйські

### 1-й дім Анжу (Інгельгерінги)
- Інгельгер (бл. 840—886), віконт Анже у 880
- 930—942 : Фульк I Рудий (пом. бл. 942)
- 942—958 : Фульк II Добрий (пом. 11 листопада 958)
- 958—987 : Жоффруа I Грізегонель (пом. 987)
- 987—1040 : Фульк III Нерра (пом. 1040)
- 1040—1060 : Жоффруа II Мартелл (пом. 1060)

### Гатіне-Анжу(пізнішеПлантагенети)

Герб Жоффруа V Плантагенета

- 1060—1068 : Жоффруа III Бородатий (пом. після 1096), граф Гатіне
- 1068—1109 :  Фульк IV Решен (1043—1109)
  - Жоффруа IV Мартел (бл. 1073—1106)
- 1109—1129 : Фульк V Молодий, король Єрусалима (1095—1143)
- 1129—1151 : Жоффруа V Красивий або Плантагенет (1113—1151)
- 1151—1189 : Генріх I Короткий Плащ, король Англії (1133—1189)
  - 1156—1158 : Жоффруа VI (1134—1158)
  - 1169—1183 : Генріх II Молодий (1155—1183)
- 1189—1199 : Річард I Левове Серце (1157—1199)
  - 1199—1202 : Артур I Посмертний (1187—1203)
- 1199—1204 : Іоанн I Безземельний (1167—1219)

### Анжу-Сицилійський дімздинастії Капетингів

Герб графів Анжуйських з дому Капетингів

- 1219—1232 : Іоанн II (1219—1232), син Людовика VIII Лева
- 1246—1285 : Карл I Анжуйський (1226—1285), також король Сицилії, потім король Неаполя, брат попереднього
- 1285—1290 : Карл II Кульгавий (1254—1309), король Неаполя, син попереднього
  - у 1290 році він віддає Анжу у придане своїй дочці, що стала дружиною Карла де Валуа
- 1290—1299 : Маргарита I (1273—1299), дочка попереднього

### Династія Валуа
- 1290—1325 : Карл III Безземельний (1270—1325), син Філіпа III, короля Франції, чоловік попередньої
- 1325—1328 : Філіп I де Валуа (1293—1350), син попередньої
  - у 1328 році Філіп де Валуа стає королем Франції під ім’ям Філіпа VI і приєднує Анжу до коронних володінь
- 1328—1332 : Жанна I Хромоніжка [1] (1293—1348), дружина попереднього
- 1332—1350 : Іоанн III Добрий (1319—1364) стає королем Франції після смерті свого батька Філіпа VI

## Герцоги Анжуйські

### Анжуйський дімдинастії Валуа

Герб герцогів Анжуйських

- 1350—1384 : Людовик I Анжуйський (1339—1384), титулярний король Неаполя з 1382 року, граф Провансу, син Іоанна II Доброго
- в 1360 Анжу зведено у ранг герцогства
- 1384—1417 : Людовик II Анжуйський (1377—1417), титулярний король Неаполя з 1384 року, граф Провансу, син Людовика I Анжуйського
- 1417—1434 : Людовик III Анжуйський (1403—1434), титулярний король Неаполя з 1417 року, граф Провансу, син Людовика II Анжуйського
  - 1424—1435 : Іоанн IV (1389—1435), герцог Бедфорд, герцог Анжуйський і граф Мена за патентом короля Генріха VI [2]
- 1434—1480 : Рене I Добрий (1409—1480), титулярний король Неаполя з 1434 року, граф Провансу, герцог Лотарингії син Людовика II Анжуйського, претендент на корону Арагону
- 1480—1481 : Карл IV Менський (1436—1481), титулярний король Неаполя з 1480 року, граф Провансу, племінник Людовика III Анжуйського й Рене Доброго

Після смерті Карла дю Мен (1481) Анжу приєднано до королівського домену.

## Герцоги Анжуйські (Апанаж)

### Ангулемська лінія династії Валуа
- 1514—1531 : Луїза I Савойська (1476—1531), мати короля Франциска I
- 1567—1574 : Генріх III Ангулемський (1551—1589), майбутній король Генріх III.
- 1576—1584 : Франциск I (1555—1584), син Генріха II й брат попереднього, до цього - герцог Алансонський

### Династія Бурбонівта Орлеанська гілка цього дому
- 1608—1611 : Гастон I Орлеанський (1608—1660), син Генріха IV, герцог Орлеанський
- 1640—1660 : Філіп I Орлеанський (1640—1701), син Людовика XIII, герцог Орлеанський
- 1668—1671 : Філіп II Французький (1668—1671), син Людовика XIV
- 1672 : Людовик IV (1672—1672), син Людовика XIV
- 1683—1700 : Філіп III Французький (1683—1746), онук Людовика XIV, майбутній король Філіп V Іспанський
- 1710—1712 : Людовик V Французький (1710—1774), майбутній король Людовик XV
- 1730—1733 : Філіп IV Французький (1730—1733), син Людовика XV
- 1775—1795 : Людовик VI Французький (1755—1824), майбутній король Людовик XVIII

Луї-Станіслас-Ксавьє був останнім, хто отримав титул герцога Анжуйського у 1775 році. Однак легітимістські претенденти на престол Франції (а з 2004 року — й орлеаністські) продовжували і продовжують користуватись цим титулом, але суто номінально.